# あはは
『あはは』は、1998年1月28日にリリースされたDREAMS COME TRUEの22ndシングル。

## 概要
- 「あはは」は、9thアルバム『SING OR DIE』よりシングルカット。
- 「LAT.43°N〜forty-three degrees north latitude〜」から約7年ぶりにオリコントップ10を逃した。
- シングルとしては初の3曲入り。
- オリコンでは、「WINTER SONG」、「WHEREVER YOU ARE」に続き洋楽シングル扱いとなり（品番がTODP-で始まるため）、曲順を無視して「BEAUTIFUL BOY/あはは」というタイトルでランクインしていた。

## 収録曲
1. あはは (4:14)
  - 作詞・作曲：吉田美和、編曲：中村正人
  - プロモーションビデオが作られた（『DCT CLIPS V1』に収録）。
2. BEAUTIFUL BOY(DARLING BOY) (3:42)
  - ジョン・レノンのカバー。これは英国EMIが企画したレノンのトリビュート・アルバムのために収録されたものであったが、アルバム自体は諸般の事情により中止された。2005年に発売されたEMIミュージックジャパンが企画したトリビュートアルバム『HAPPY BIRTHDAY,JOHN』に収録されている同曲は、発音やリフ等を変えて新たにレコーディングされている。
3. あはは　KING MIX (5:14)
  - ドリカム初のリミックス曲。

## 収録アルバム
あはは
- SING OR DIE(1997年11月15日)
- DREAMS COME TRUE GREATEST HITS "THE SOUL"(2000年2月14日)
- SING OR DIE 2002:monkey girl odyssey tour special edition(2002年3月29日)
- DREAMANIA DREAMS COME TRUE 〜SMOOTH GROOVE COLLECTION〜(2004年1月9日)
- DREAMS COME TRUE THE ウラBEST! 私だけのドリカム(2016年7月7日)